# Etroplus
Etroplus Cuvier, 1830 è un genere di pesci d'acqua dolce appartenenti alla famiglia Cichlidae, sottofamiglia Etroplinae.

## Tassonomia
In questo genere sono riconosciute 3 specie:
- Etroplus canarensis
- Etroplus maculatus
- Etroplus suratensis